# Santa Sofía (Salónica)
La iglesia de Santa Sofía (en griego: Ἁγία Σοφία, lit., 'Santa Sabiduría') en Salónica, Grecia, es una de las iglesias más antiguas de la ciudad que aún sigue en pie. Es uno de los varios monumentos en Salónica incluido como Patrimonio de la Humanidad en la lista de la Unesco.

## Historia
Desde el siglo III, existía una iglesia en el lugar de la actual iglesia de Santa Sofía. En el siglo VIII, la estructura actual fue construida, basada en la iglesia de Santa Sofía en Constantinopla (actual Estambul, Turquía). En 1205, cuando la Cuarta Cruzada capturó la ciudad, la iglesia de Santa Sofía se convirtió en la catedral de Salónica, que permaneció después que la ciudad fue devuelta al Imperio bizantino en 1246. Después de la captura de Salónica por el sultán otomano Murad II el 29 de marzo de 1430, la iglesia fue convertida en mezquita.
Su plano es la de una basílica de cruz griega con cúpula. Junto con la Gül, la mezquita de Kalenderhane en Estambul y la destruida iglesia de la Dormición de Nicea, representa uno de los principales ejemplos arquitectónicos de este tipo, típicos de la época media bizantina.
En la época iconoclasta, el ábside de la iglesia fue decorada con mosaicos de oro en el que solo hay una gran cruz, al igual que la Santa Irene en Constantinopla y la iglesia de la Dormición en Nicea. La cruz fue sustituida por la imagen de la Theotokos (la que dio a luz a Dios, o María) en 787-797 después de la victoria de los iconódulos. El mosaico en la cúpula ahora representa la Ascensión de Jesús con la inscripción de los Hechos 1:11 «Varones galileos, ¿por qué estáis mirando al cielo?». La cúpula está rodeada por las figuras de los Doce apóstoles, la Virgen María y dos ángeles.
Gran parte de la decoración interior fue enyesado después del gran incendio de Salónica de 1917. La cúpula no fue restaurada hasta 1980.
Santa Sofía forma parte del sitio «Monumentos paleocristianos y bizantinos de Tesalónica »en la lista de Patrimonio de la Humanidad por la Unesco.

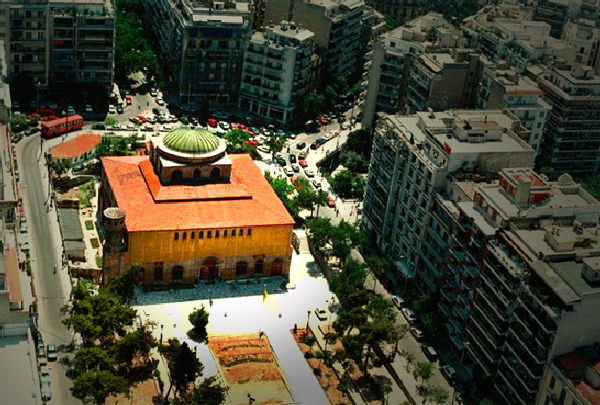
Vista aérea
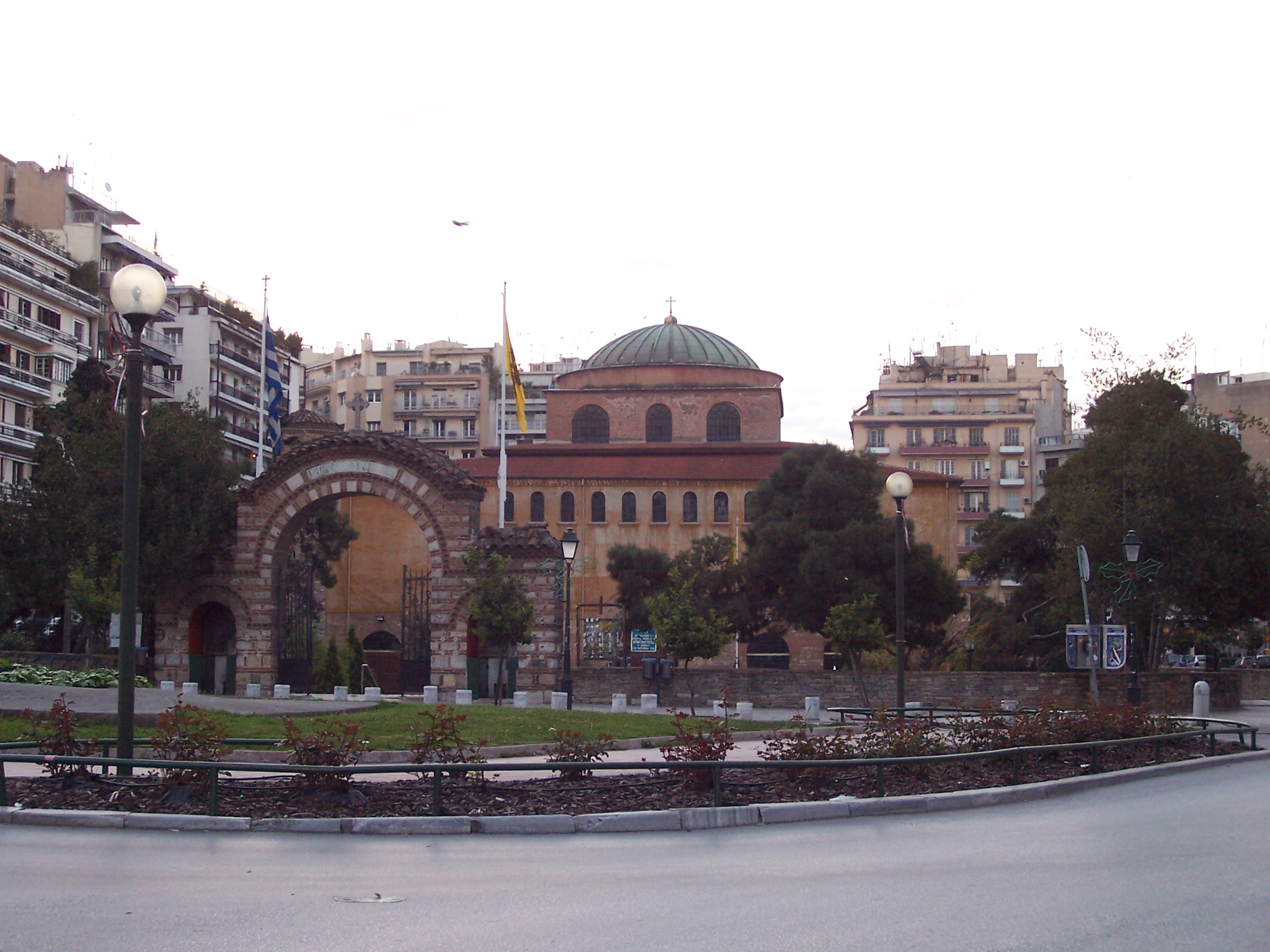
Vista desde la plaza Agias Sofias
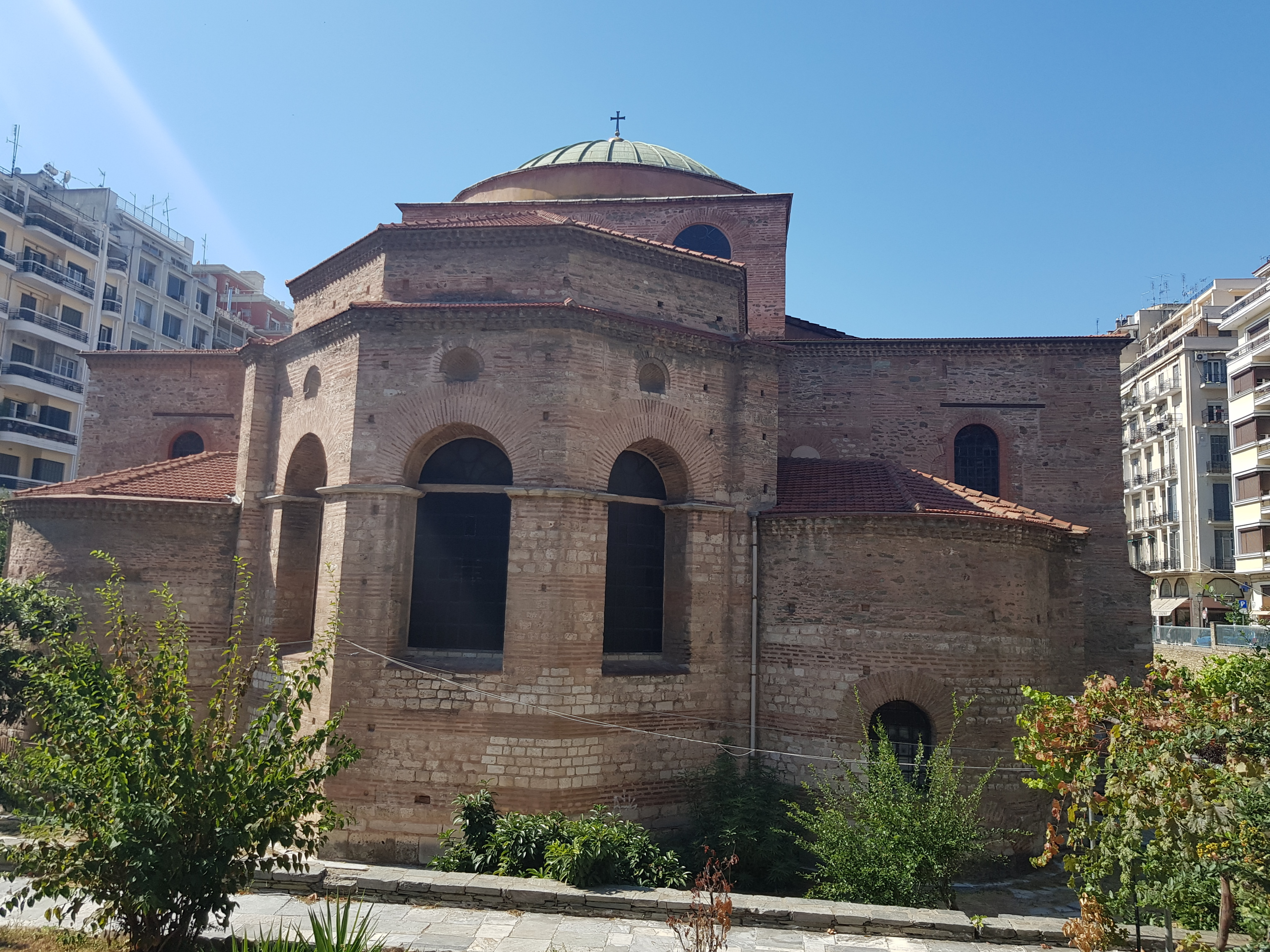
Vista trasera
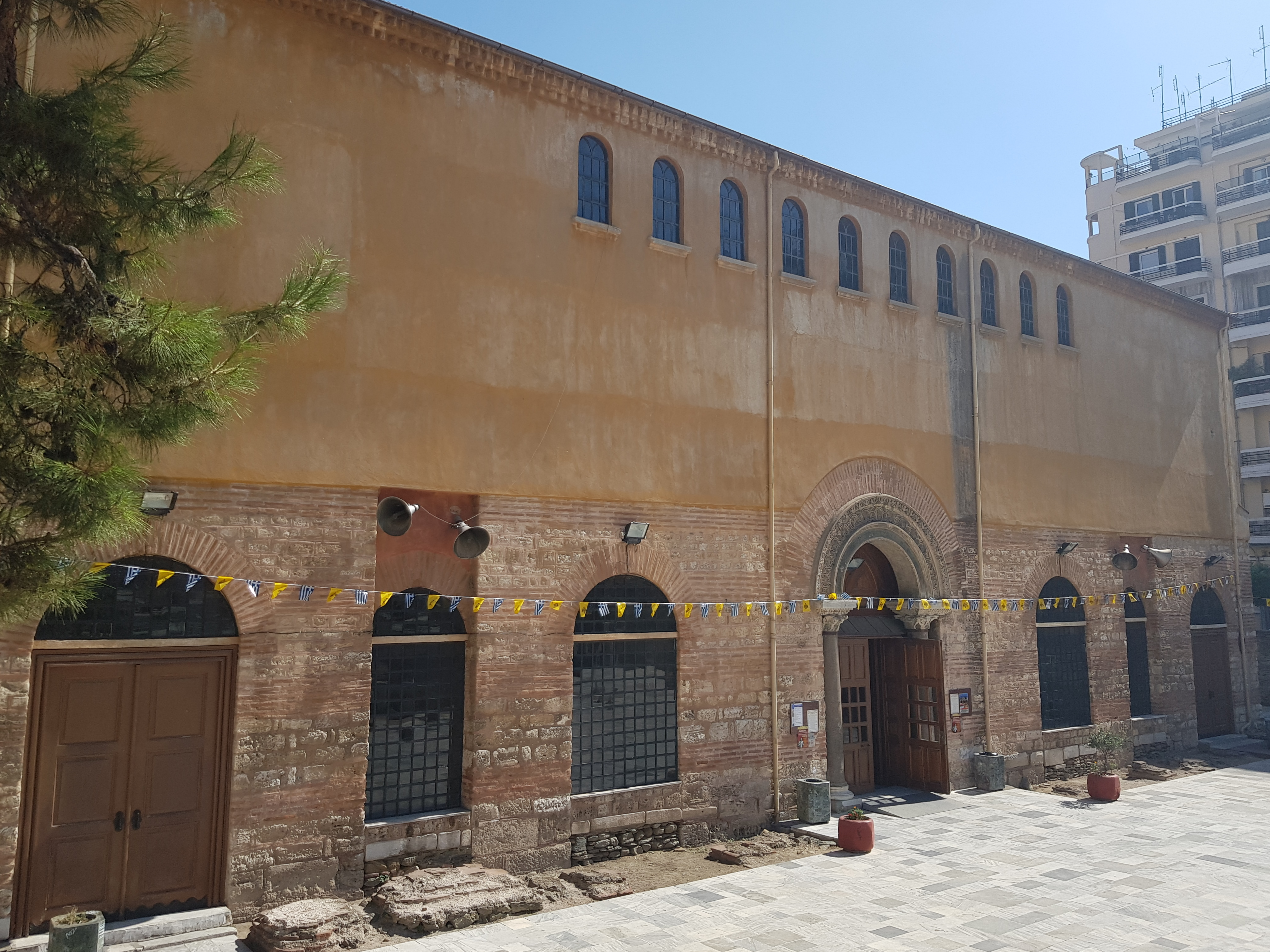
Entrada

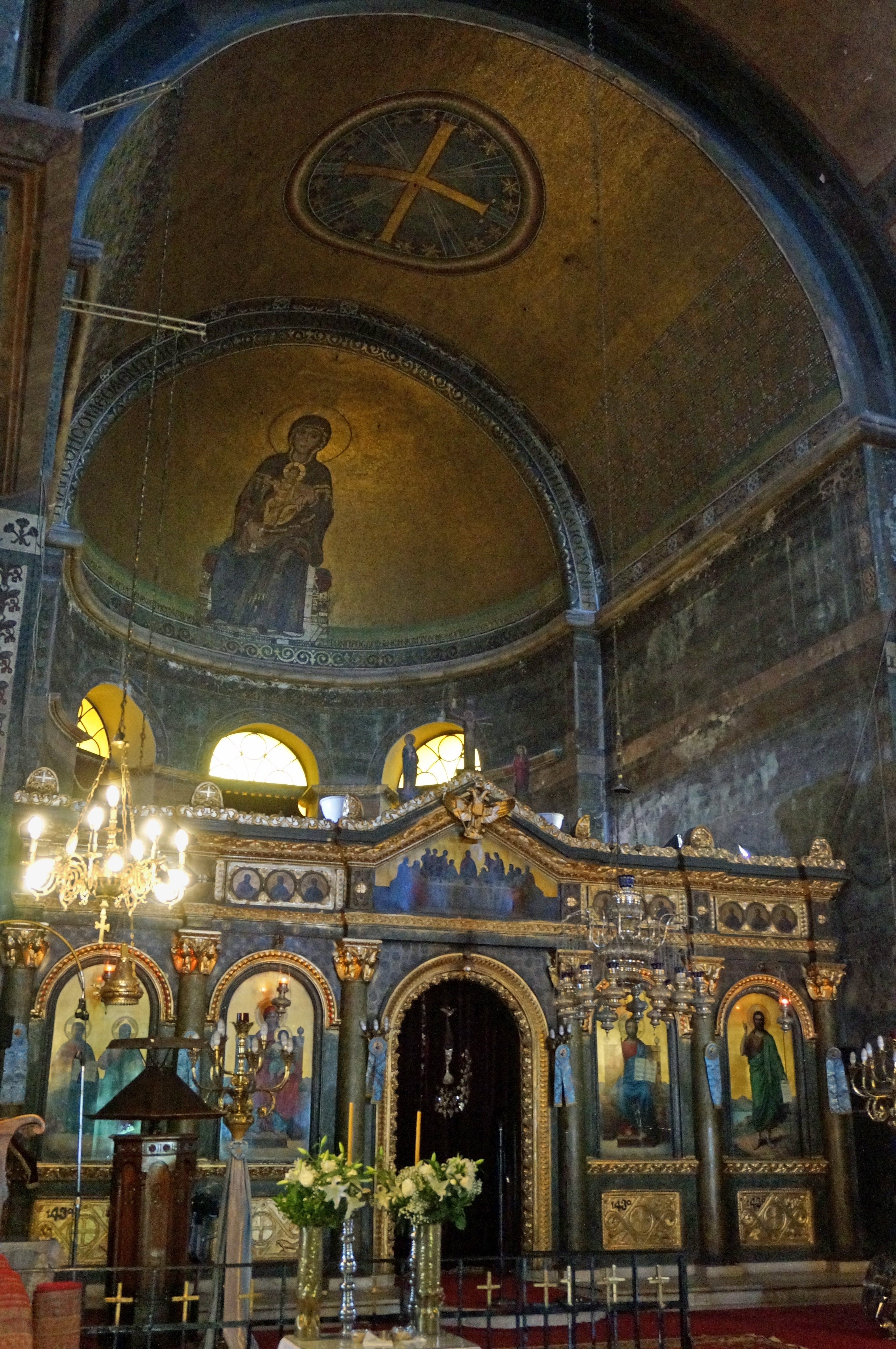
Iconostasis
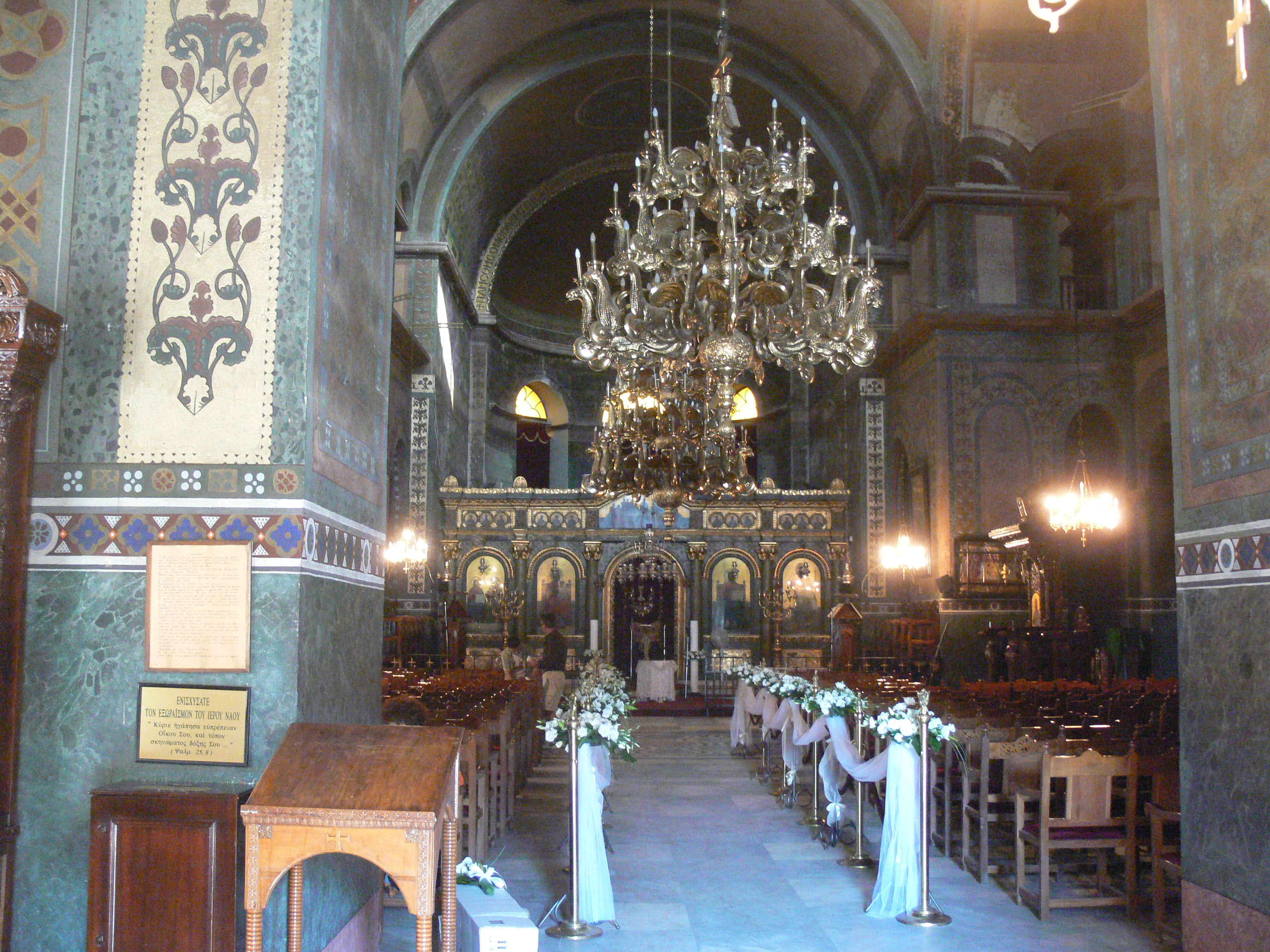
Interior
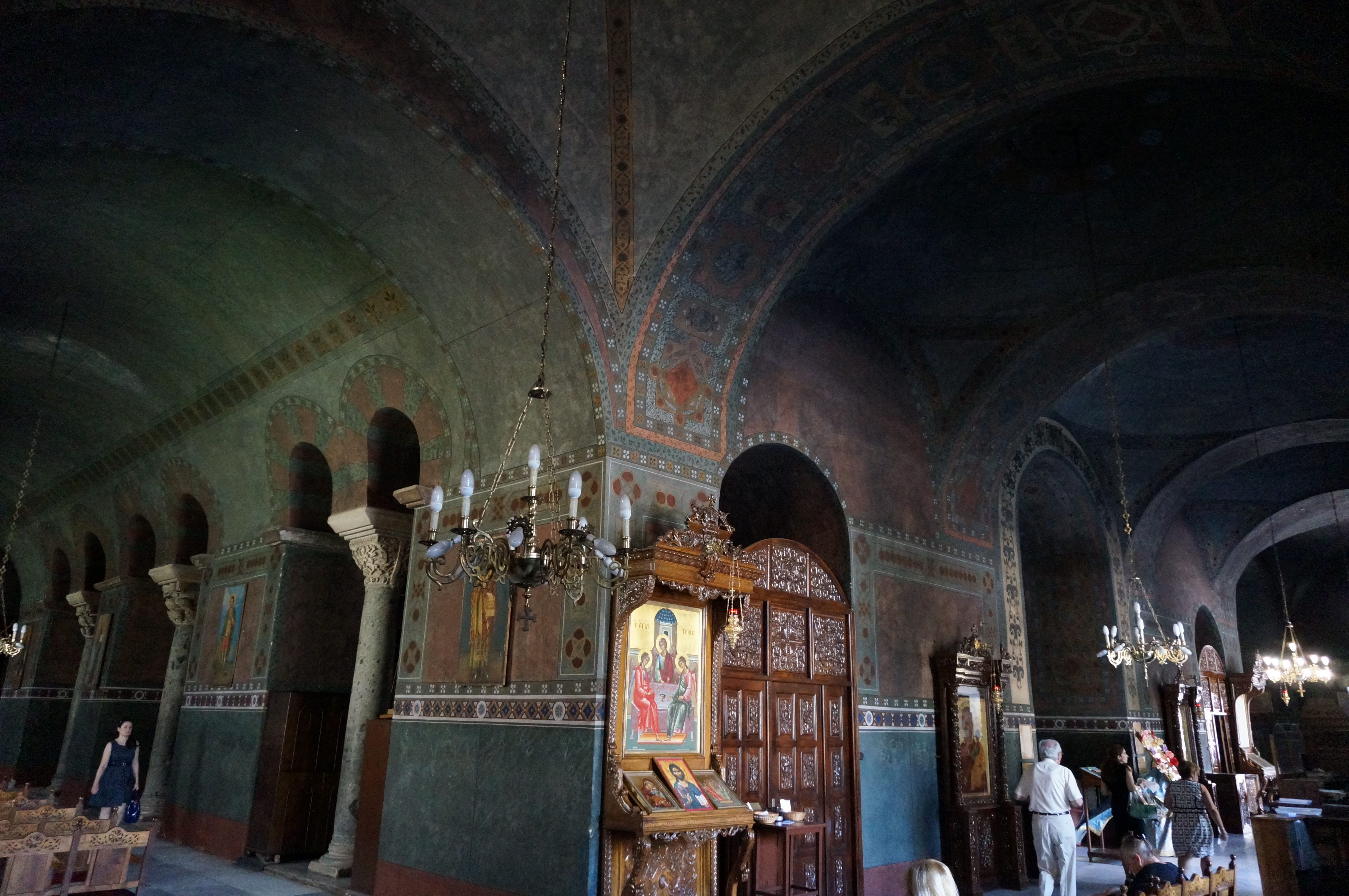
Interior
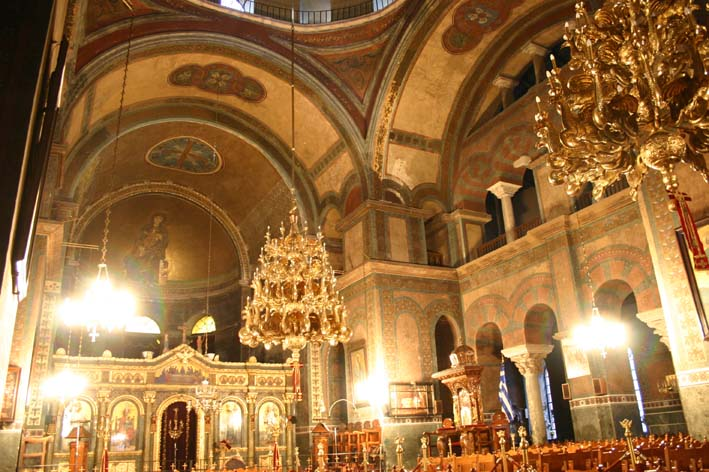
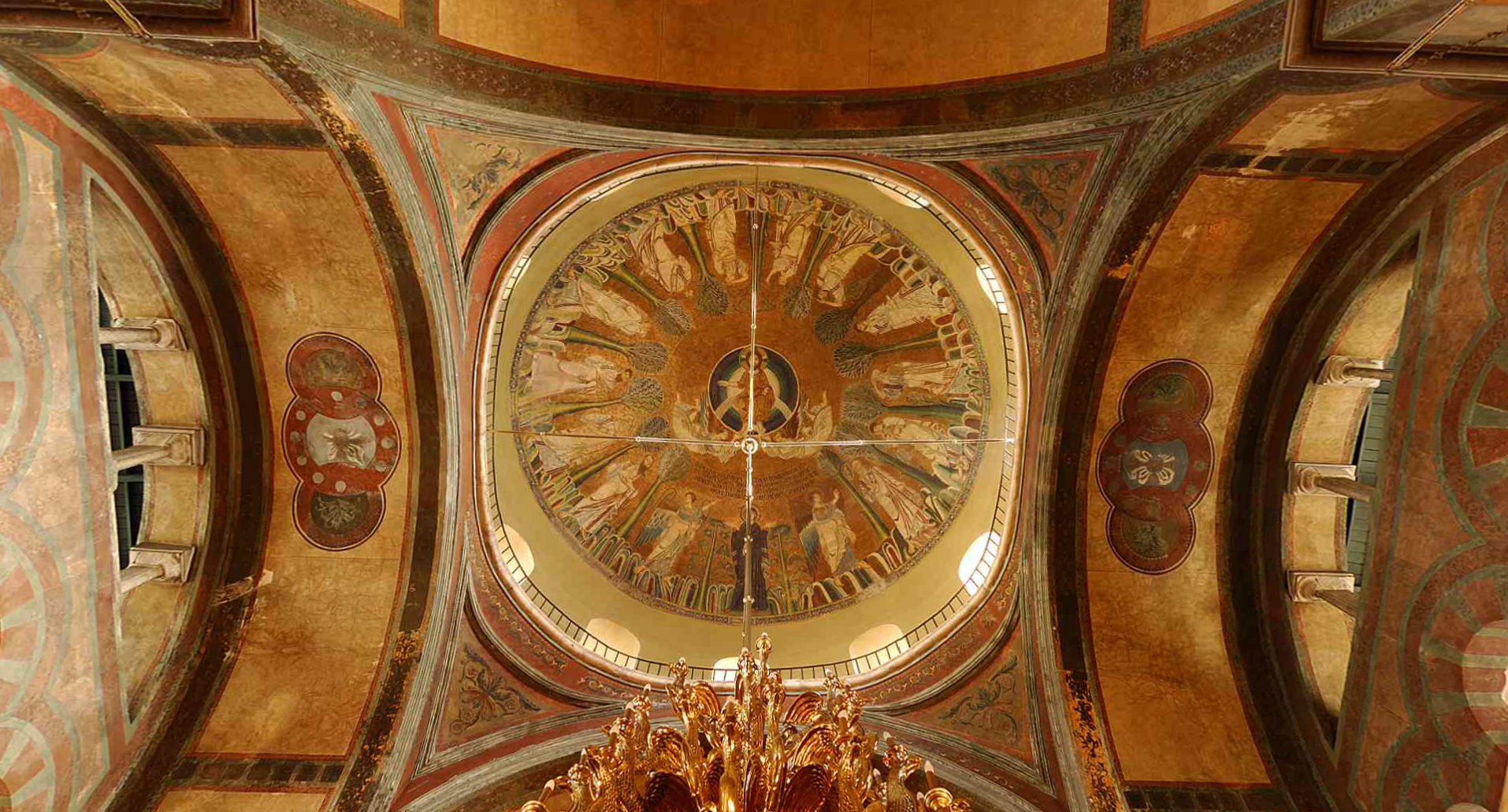
La cúpula con el mosaico (siglo IX)

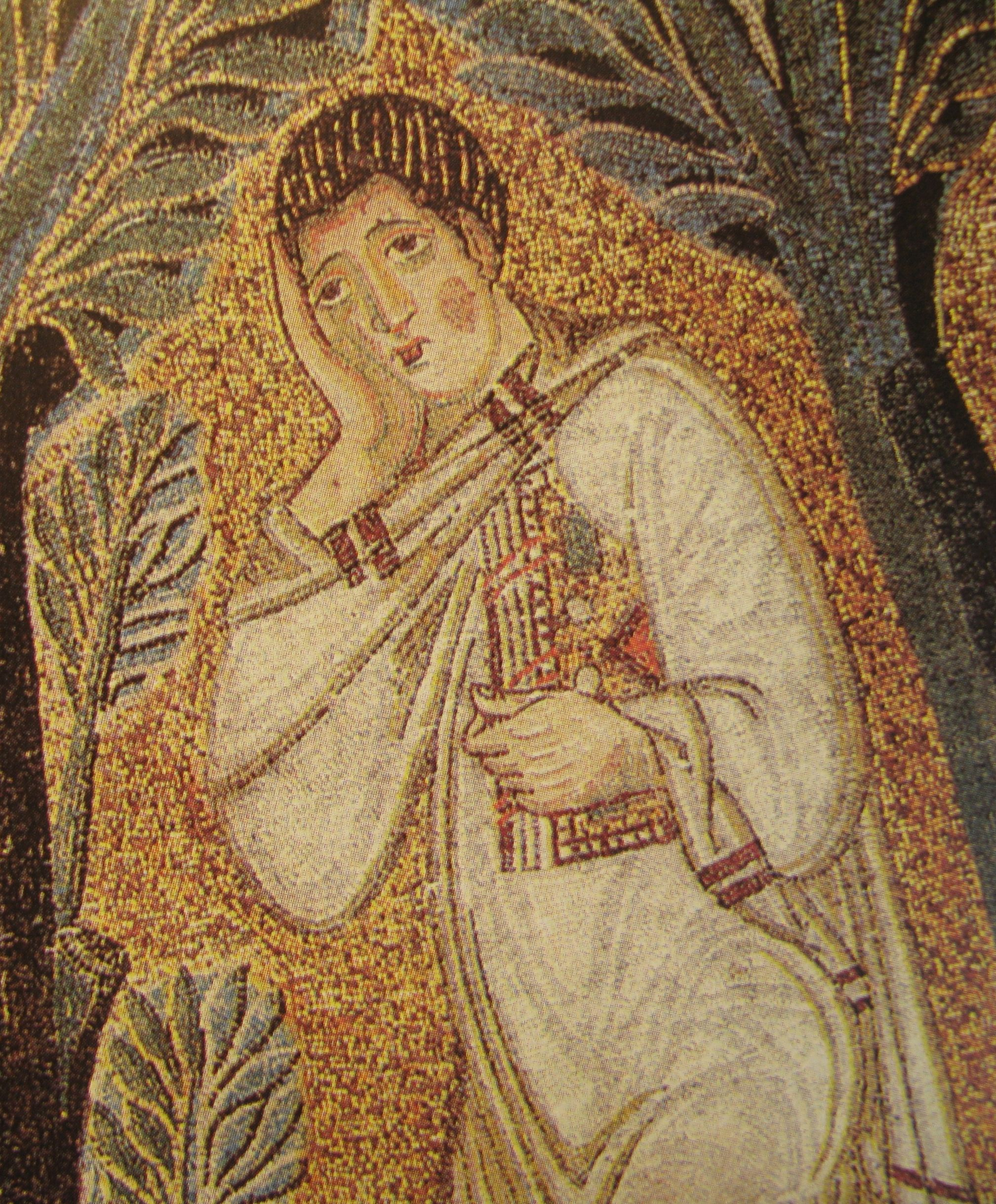
Mosaico (siglo IX)
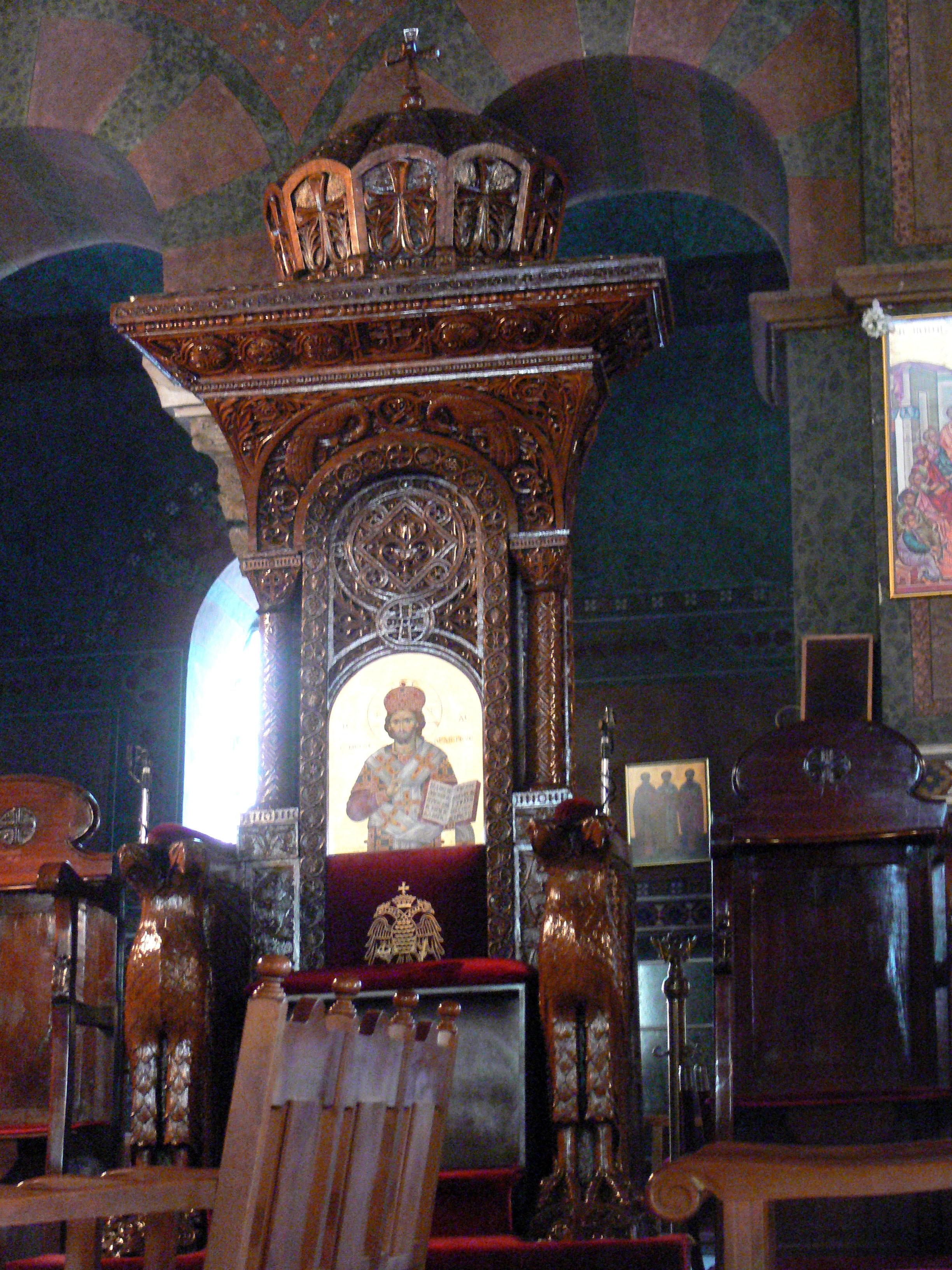
Interior
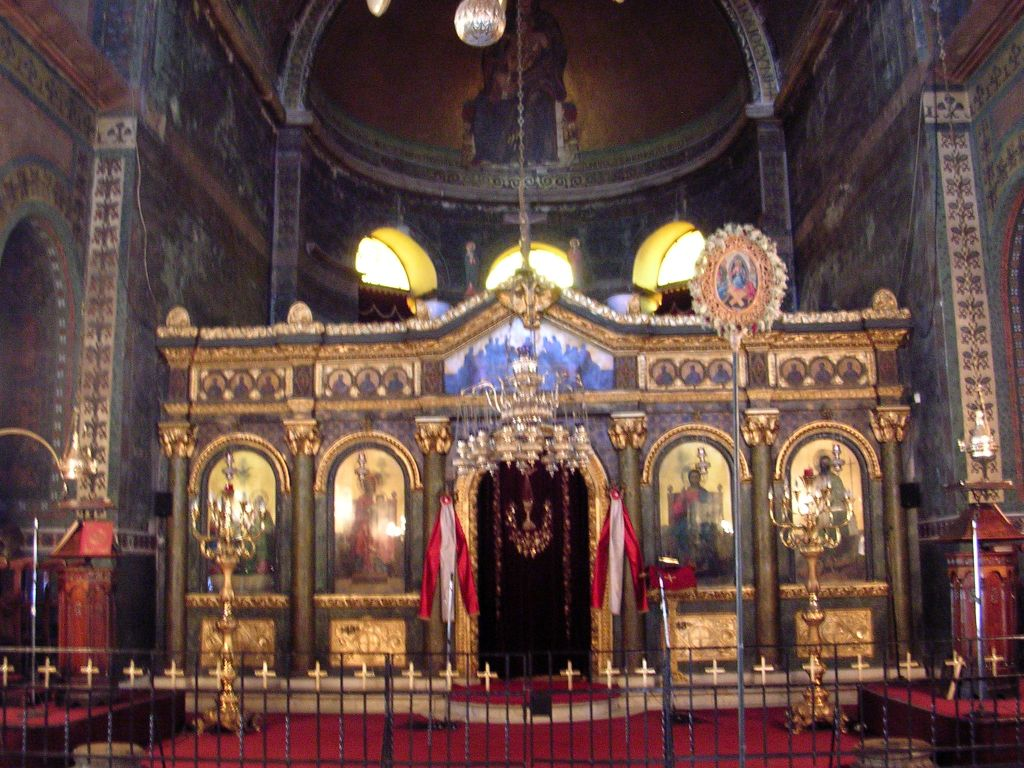
Iconostasis
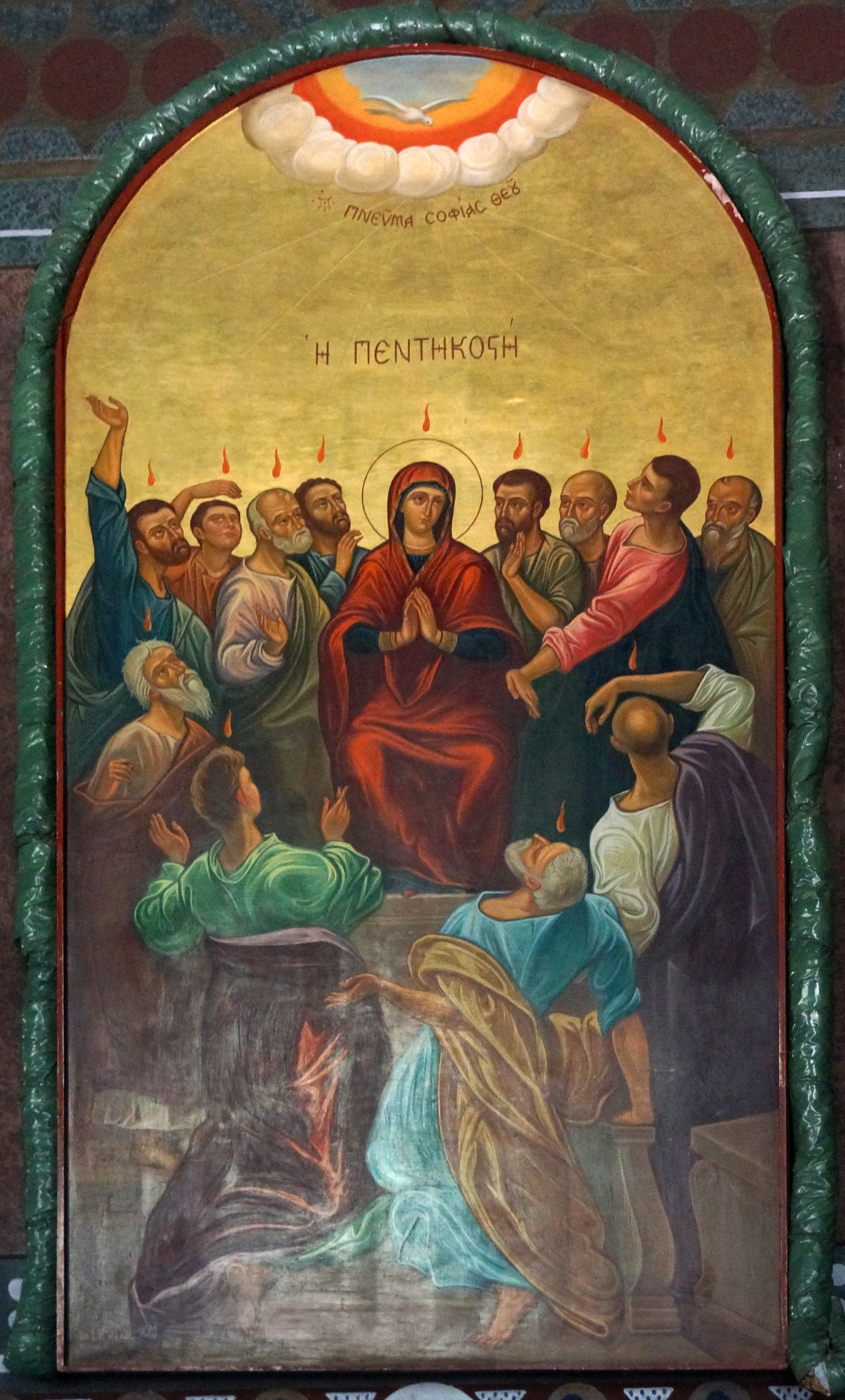
Icono de la iglesia
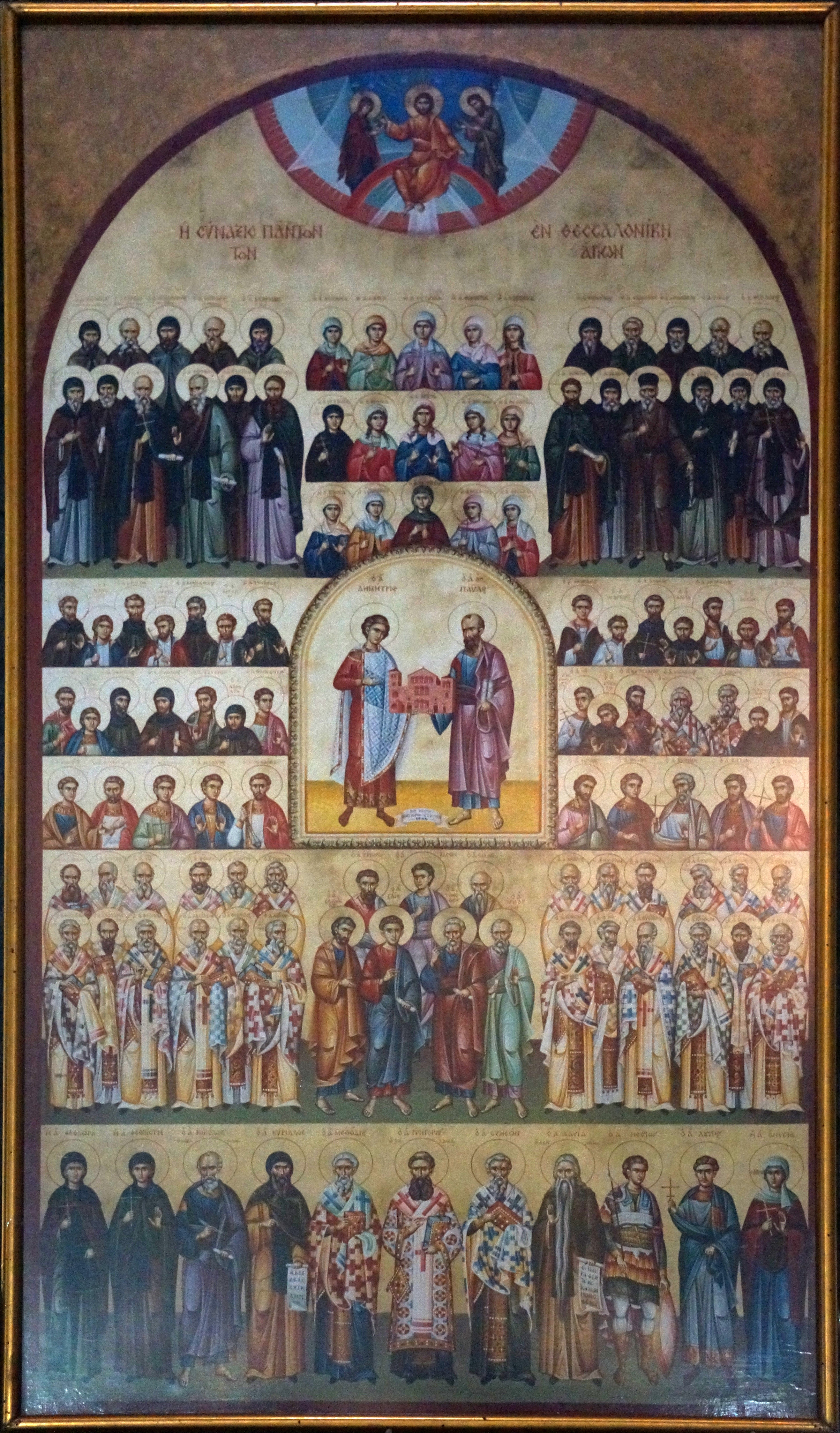
Pintura